# Leichtathletik-Europameisterschaften 2016/800 m der Frauen

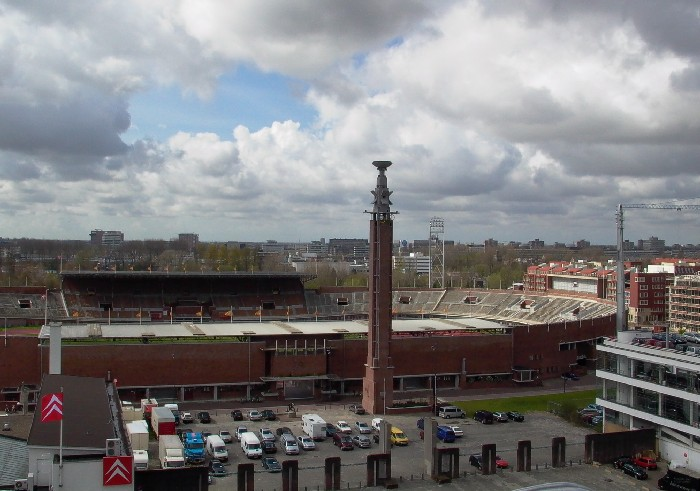
Das Olympiastadion in Amsterdam im Jahr 2005

Der 800-Meter-Lauf der Frauen bei den Leichtathletik-Europameisterschaften 2016 wurde vom 6. bis 9. Juli 2016 im Olympiastadion der niederländischen Hauptstadt Amsterdam ausgetragen.
Europameisterin wurde die Ukrainerin Natalija Pryschtschepa. Den zweiten Platz belegte die Französin Rénelle Lamote. Die Schwedin Lovisa Lindh errang die Bronzemedaille.

## Bestehende Rekorde
| Weltrekord           | 1:53,28 min | Jarmila Kratochvílová | München, BR Deutschland | 26. Juli 1983     |
| Europarekord         | 1:53,28 min | Jarmila Kratochvílová | München, BR Deutschland | 26. Juli 1983     |
| Meisterschaftsrekord | 1:55,41 min | Olga Minejewa         | EM Athen, Griechenland  | 8. September 1982 |

Der bereits seit 1982 bestehende EM-Rekord wurde auch bei diesen Europameisterschaften sehr deutlich verfehlt. Die schnellste Zeit erzielte die ukrainische Europameisterin Natalija Pryschtschepa im Finale mit 1:59,70 min, womit sie 4,29 s über dem Rekord blieb. Zum Welt- und Europarekord fehlten ihr 6,42 s.

## Legende
Kurze Übersicht zur Bedeutung der Symbolik – so üblicherweise auch in sonstigen Veröffentlichungen verwendet:
| DNF | Wettkampf nicht beendet (did not finish) |
| DNS | nicht am Start (did not start)           |
| DSQ | disqualifiziert                          |
| IWR | Internationale Wettkampfregeln           |
| TR  | Technische Regeln                        |

## Vorrunde
Die Vorrunde wurde in fünf Läufen durchgeführt. Die ersten vier Athletinnen pro Lauf – hellblau unterlegt – sowie die darüber hinaus vier zeitschnellsten Läuferinnen – hellgrün unterlegt – qualifizierten sich für das Halbfinale.

### Vorlauf 1

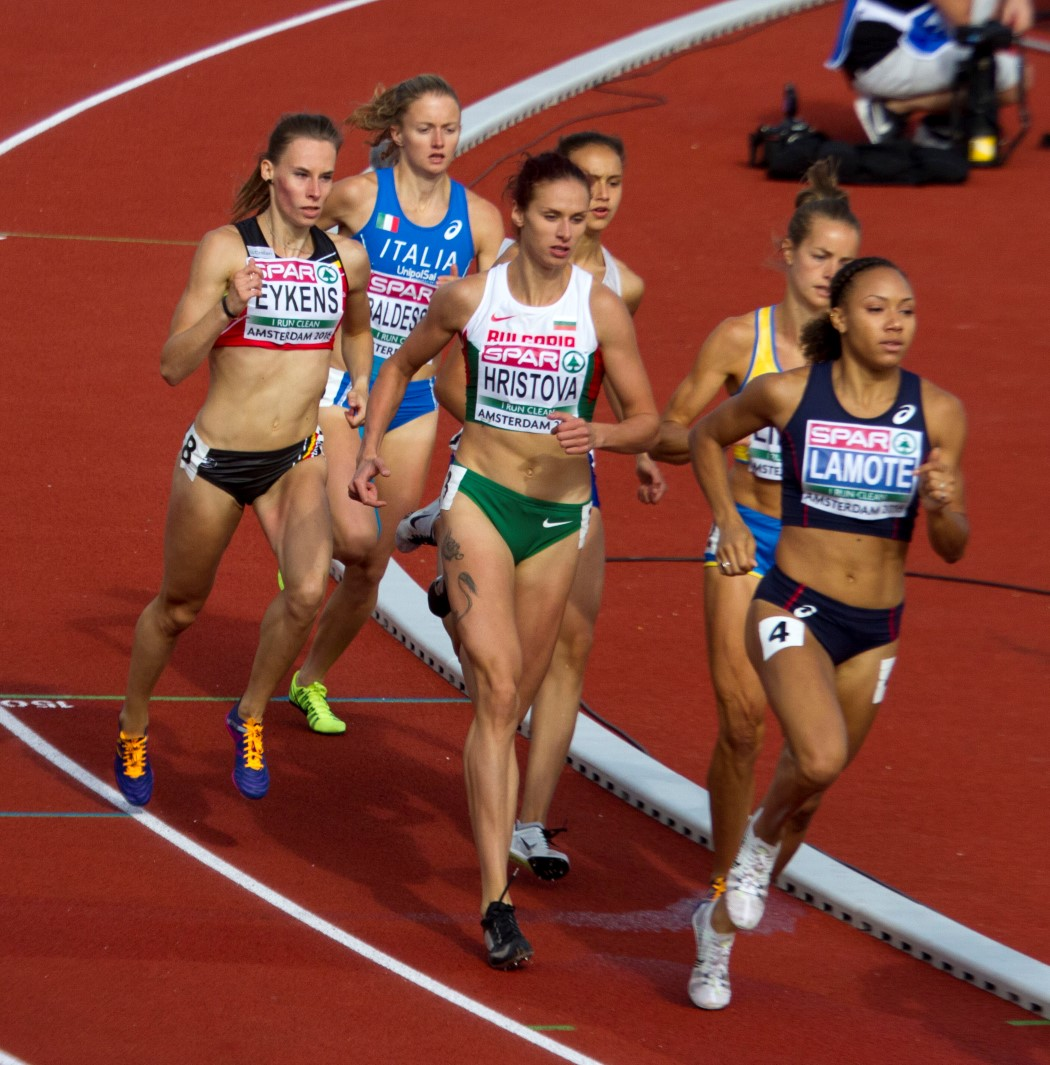
Die Läuferinnen des ersten Vorlaufs in der Zielkurve
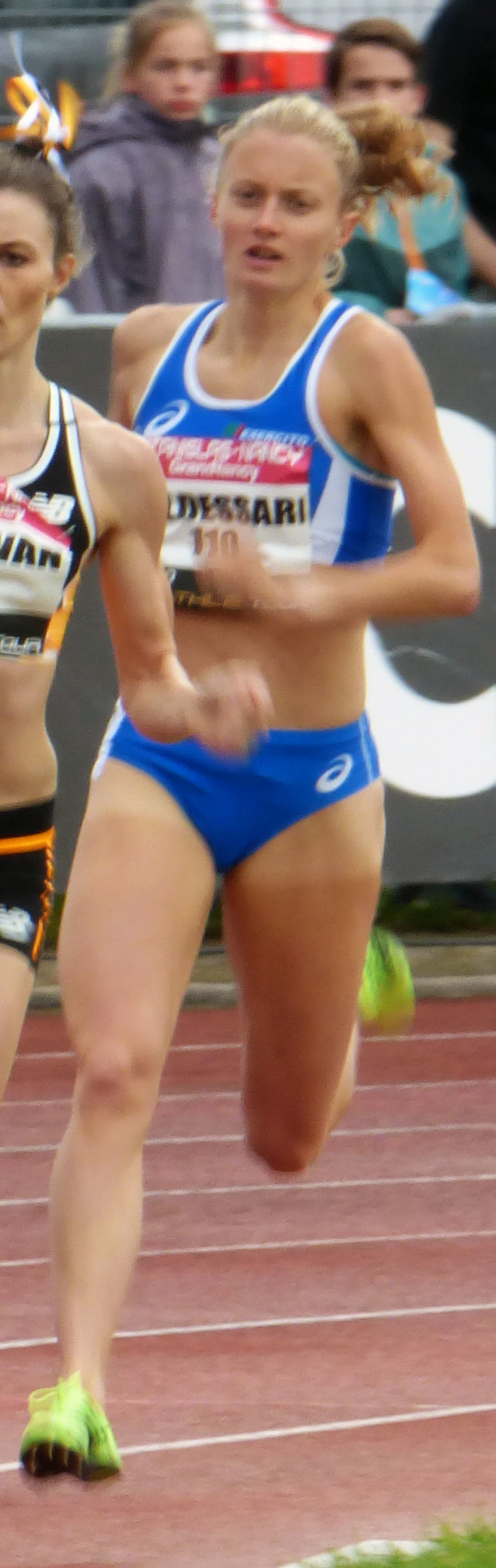
Irene Baldessari schied als Achte ihres Vorlaufs in 2:06,15 min aus

6. Juli 2016, 18:25 Uhr
| Platz | Name                | Nation     | Zeit (min) |
| ----- | ------------------- | ---------- | ---------- |
| 1     | Rénelle Lamote      | Frankreich | 2:01,60    |
| 2     | Lovisa Lindh        | Schweden   | 2:01,77    |
| 3     | Hedda Hynne         | Norwegen   | 2:01,80    |
| 4     | Aníta Hinriksdóttir | Island     | 2:02,44    |
| 5     | Renée Eykens        | Belgien    | 2:01,76    |
| 6     | Katia Hristova      | Bulgarien  | 2:05,72    |
| 7     | Irene Baldessari    | Italien    | 2:06,15    |

### Vorlauf 2

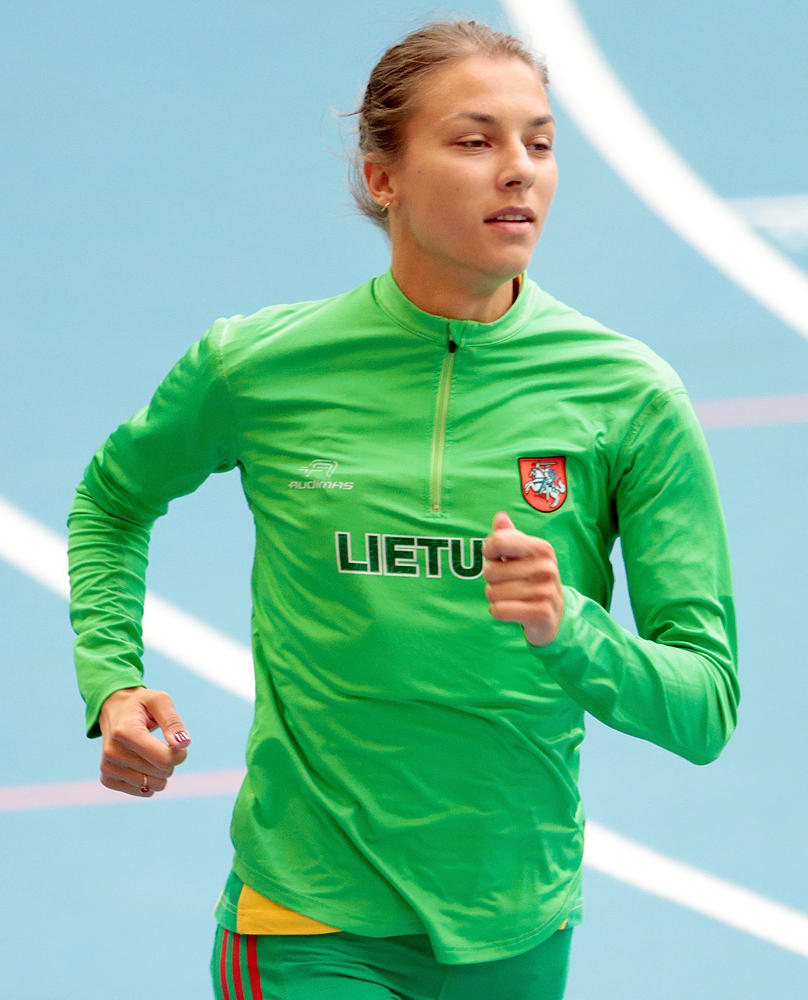
Eglė Balčiūnaitės sechster Rang in ihrem Vorlauf mit 2:06,14 min reichte nicht zur Halbfinalteilnahme
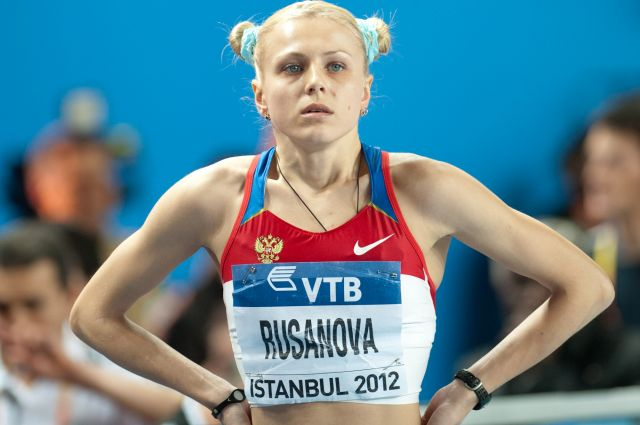
Julija Stepanowa – disqualifiziert wegen Bahnübertretung

6. Juli 2016, 18:32 Uhr
| Platz | Name                | Nation                      | Zeit (min)                         |
| ----- | ------------------- | --------------------------- | ---------------------------------- |
| 1     | Selina Büchel       | Schweiz                     | 002:04,50                          |
| 2     | Sanne Verstegen     | Niederlande                 | 002:04,69                          |
| 3     | Natalia Evangelidou | Zypern                      | 002:05,73                          |
| 4     | Christina Hering    | Deutschland                 | 002:05,78                          |
| 5     | Yngvild Elvemo      | Norwegen                    | 002:05,96                          |
| 6     | Eglė Balčiūnaitė    | Litauen                     | 002:06,14                          |
| DSQ   | Julija Stepanowa    | Authorised Neutral Athletes | IWR 163, TR17.3.1 – Bahnübertreten |
| DNS   | Angelika Cichocka   | Polen                       |                                    |

### Vorlauf 3

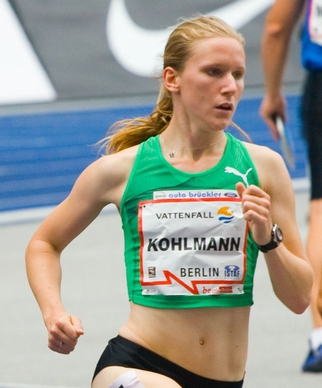
Fabienne Kohlmann – als Letzte in 2:05,54 min ohne Chance weiterzukommen

6. Juli 2016, 18:39 Uhr
| Platz | Name                   | Nation         | Zeit (min) |
| ----- | ---------------------- | -------------- | ---------- |
| 1     | Natalija Pryschtschepa | Ukraine        | 2:02,57    |
| 2     | Alison Leonard         | Großbritannien | 2:03,65    |
| 3     | Julija Karol           | Belarus        | 2:03,78    |
| 4     | Anna Silvander         | Schweden       | 2:03,95    |
| 5     | Florina Pierdevară     | Rumänien       | 2:04,28    |
| 6     | Alexandra Štuková      | Slowakei       | 2:04,58    |
| 7     | Fabienne Kohlmann      | Deutschland    | 2:05,54    |

### Vorlauf 4

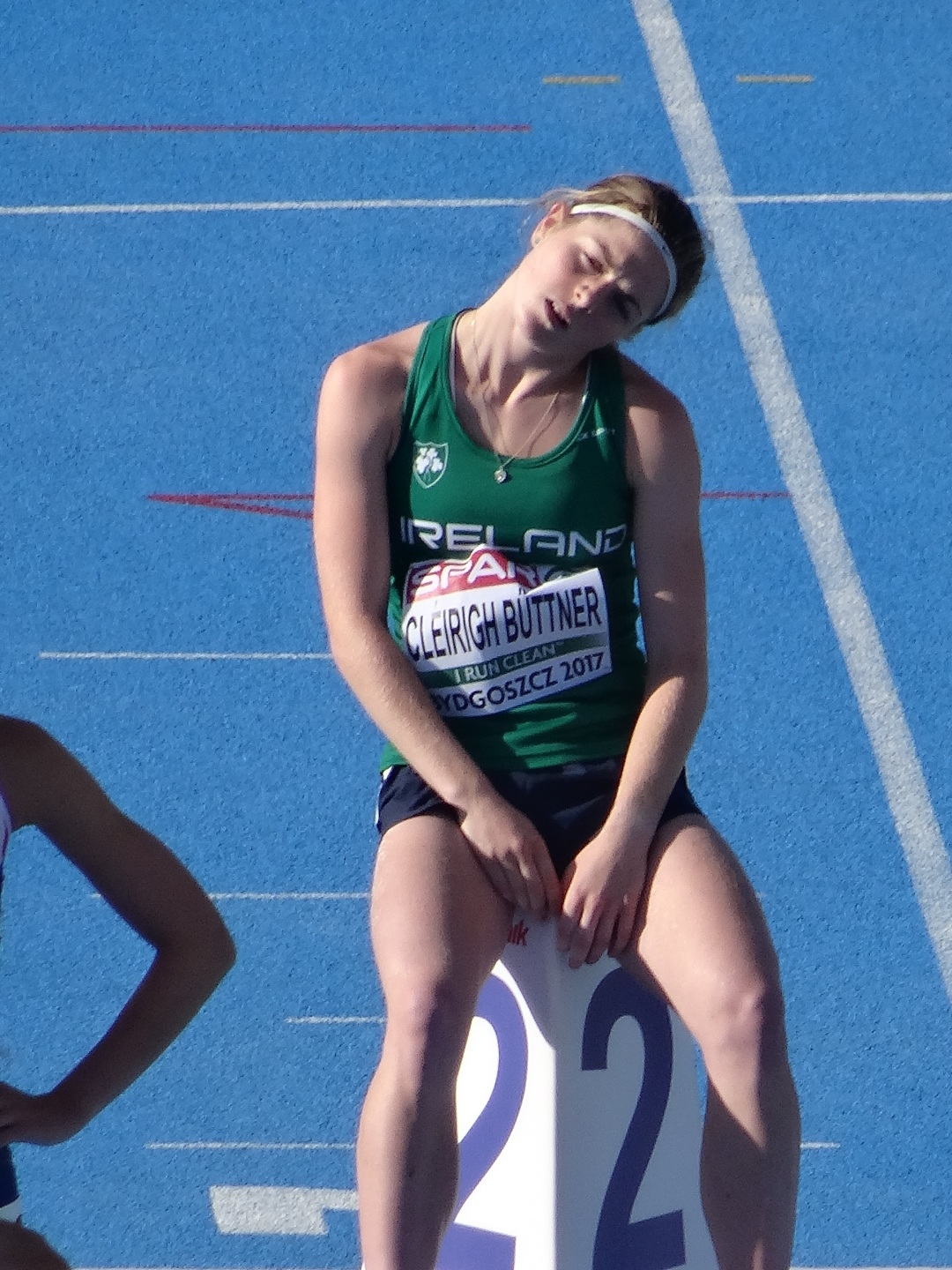
Als Fünfte ihres Vorlaufs in 2:04,97 min verpasste Síofra Cléirigh Büttner die Halbfinalteilnahme um einen Rang
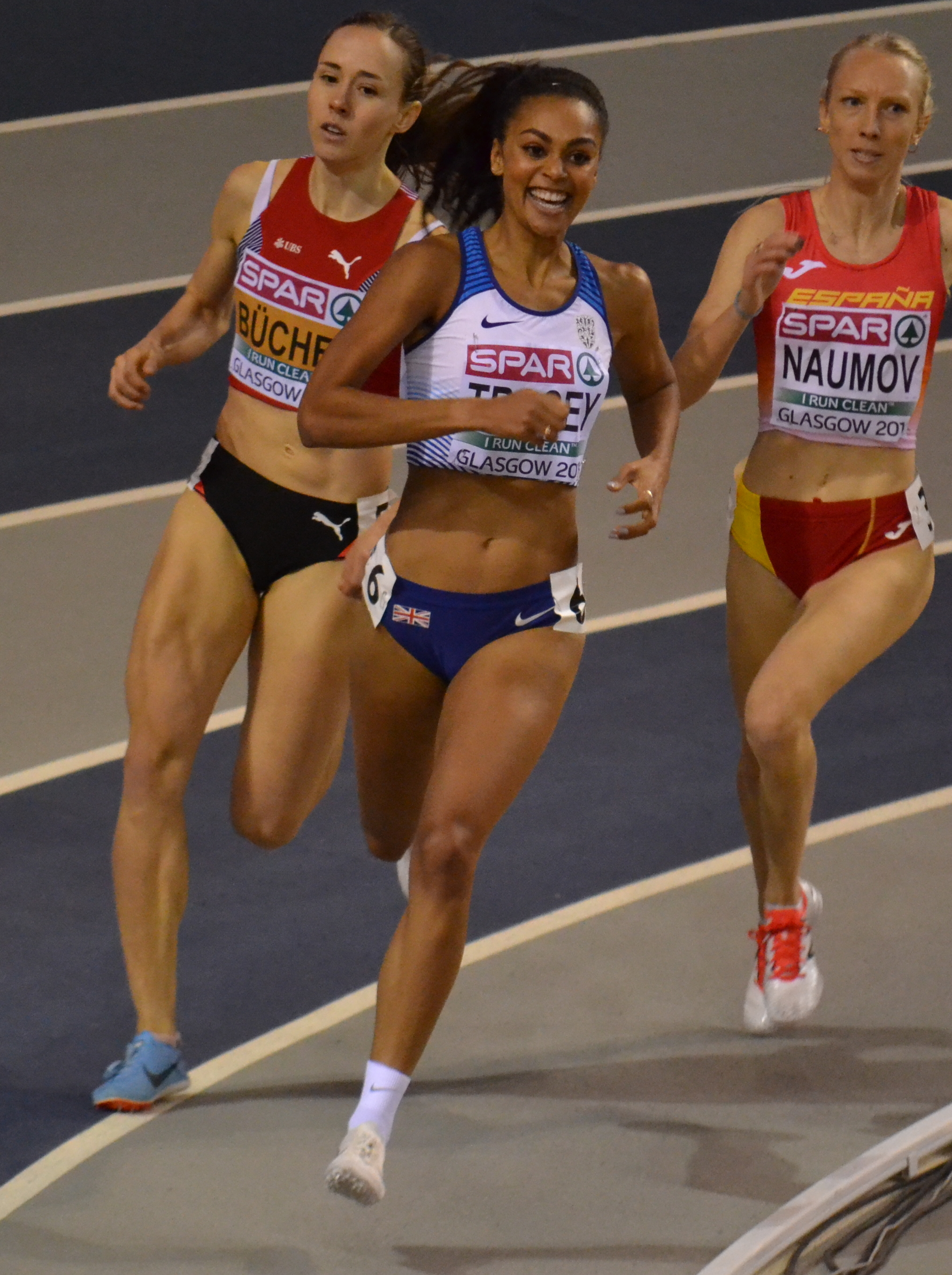
Adelle Tracey (hier in führender Position) scheiterte als Sechste ihres Rennens in 2:05,41 min in der Vorrunde
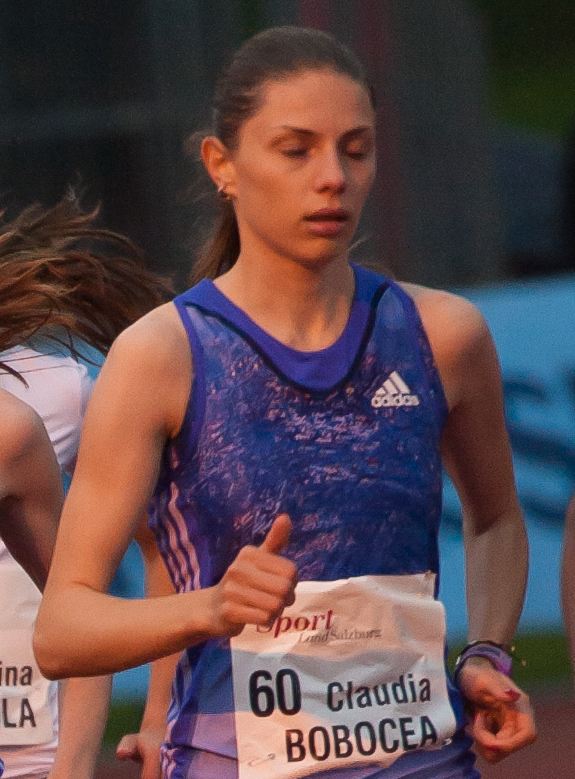
Claudia Bobocea erreichte in ihrem Vorlauf nicht das Ziel

6. Juli 2016, 18:46 Uhr
| Platz | Name                    | Nation         | Zeit (min) |
| ----- | ----------------------- | -------------- | ---------- |
| 1     | Yusneysi Santiusti      | Italien        | 2:04,53    |
| 2     | Natalija Lupu           | Ukraine        | 2:04,57    |
| 3     | Joanna Jóźwik           | Polen          | 2:04,62    |
| 4     | Bianka Kéri             | Ungarn         | 2:04,90    |
| 5     | Síofra Cléirigh Büttner | Irland         | 2:04,97    |
| 6     | Adelle Tracey           | Großbritannien | 2:05,41    |
| DNF   | Claudia Bobocea         | Rumänien       |            |

### Vorlauf 5
6. Juli 2016, 18:53 Uhr
| Platz | Name                  | Nation         | Zeit (min) |
| ----- | --------------------- | -------------- | ---------- |
| 1     | Jenny Meadows         | Großbritannien | 2:03,10    |
| 2     | Trine Mjåland         | Norwegen       | 2:03,13    |
| 3     | Esther Guerrero       | Spanien        | 2:03,72    |
| 4     | Anastassija Tkatschuk | Ukraine        | 2:03,80    |
| 5     | Anastasiya Komarova   | Aserbaidschan  | 2:04,60    |
| DNS   | Sofia Ennaoui         | Polen          |            |
| DNS   | Justine Fedronic      | Frankreich     |            |

## Halbfinale
In den drei Halbfinalläufen qualifizierten sich die jeweils ersten beiden Athletinnen – hellblau unterlegt – sowie die darüber hinaus zwei zeitschnellsten Läuferinnen – hellgrün unterlegt – für das Finale.

### Lauf 1
7. Juli 2016, 18:45 Uhr
| Platz | Name              | Nation         | Zeit (min) |
| ----- | ----------------- | -------------- | ---------- |
| 1     | Joanna Jóźwik     | Polen          | 2:01,52    |
| 2     | Hedda Hynne       | Norwegen       | 2:01,57    |
| 3     | Natalija Lupu     | Ukraine        | 2:01,74    |
| 4     | Renée Eykens      | Belgien        | 2:02,38    |
| 5     | Christina Hering  | Deutschland    | 2:02,56    |
| 6     | Jenny Meadows     | Großbritannien | 2:03,13    |
| 7     | Alexandra Štuková | Slowakei       | 2:03,27    |
| 8     | Anna Silvander    | Schweden       | 2:03,37    |

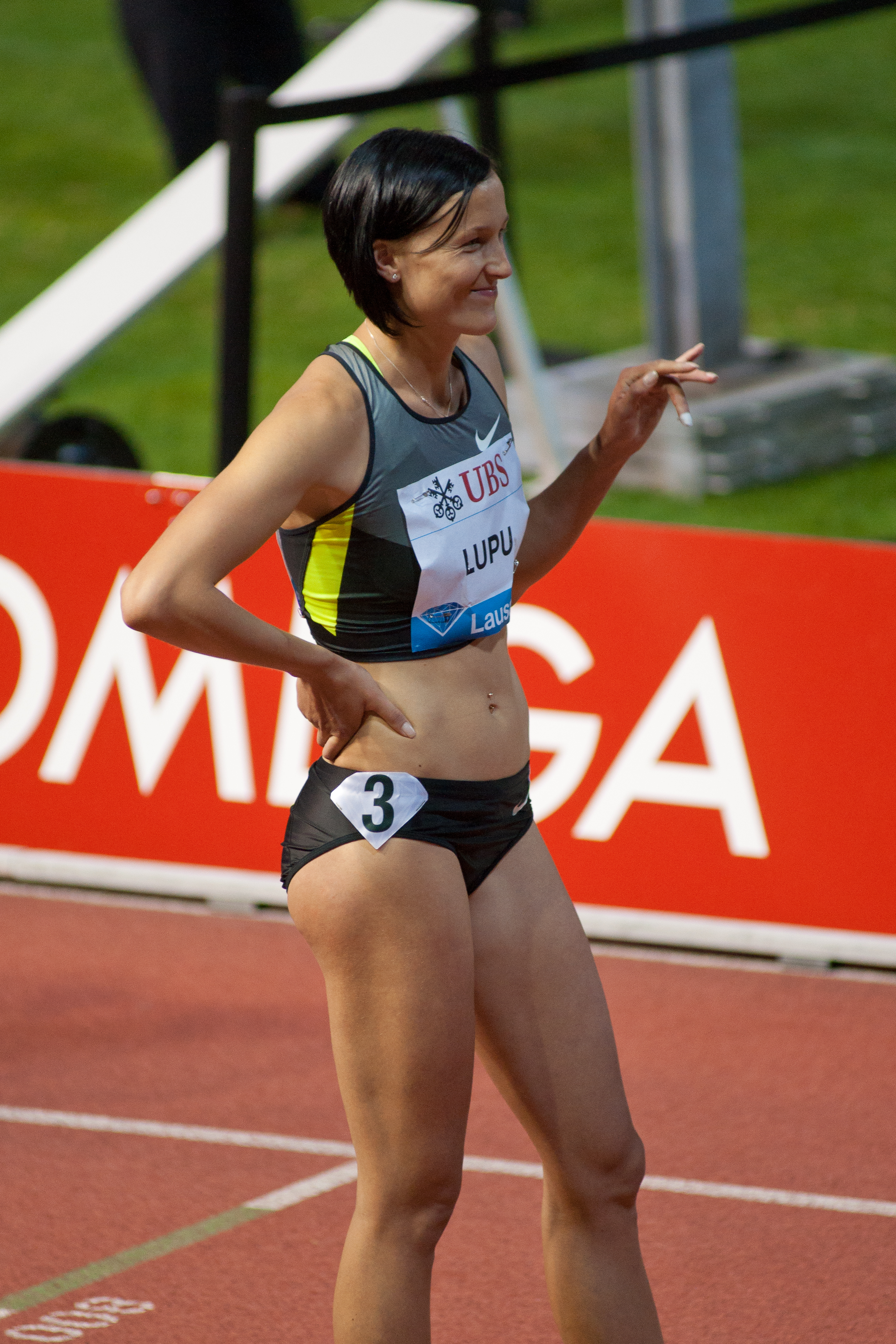
Natalija Lupu – ausgeschieden als Dritte in 2:01,74 min

Weitere im ersten Semifinalrennen ausgeschiedene Läuferinnen:

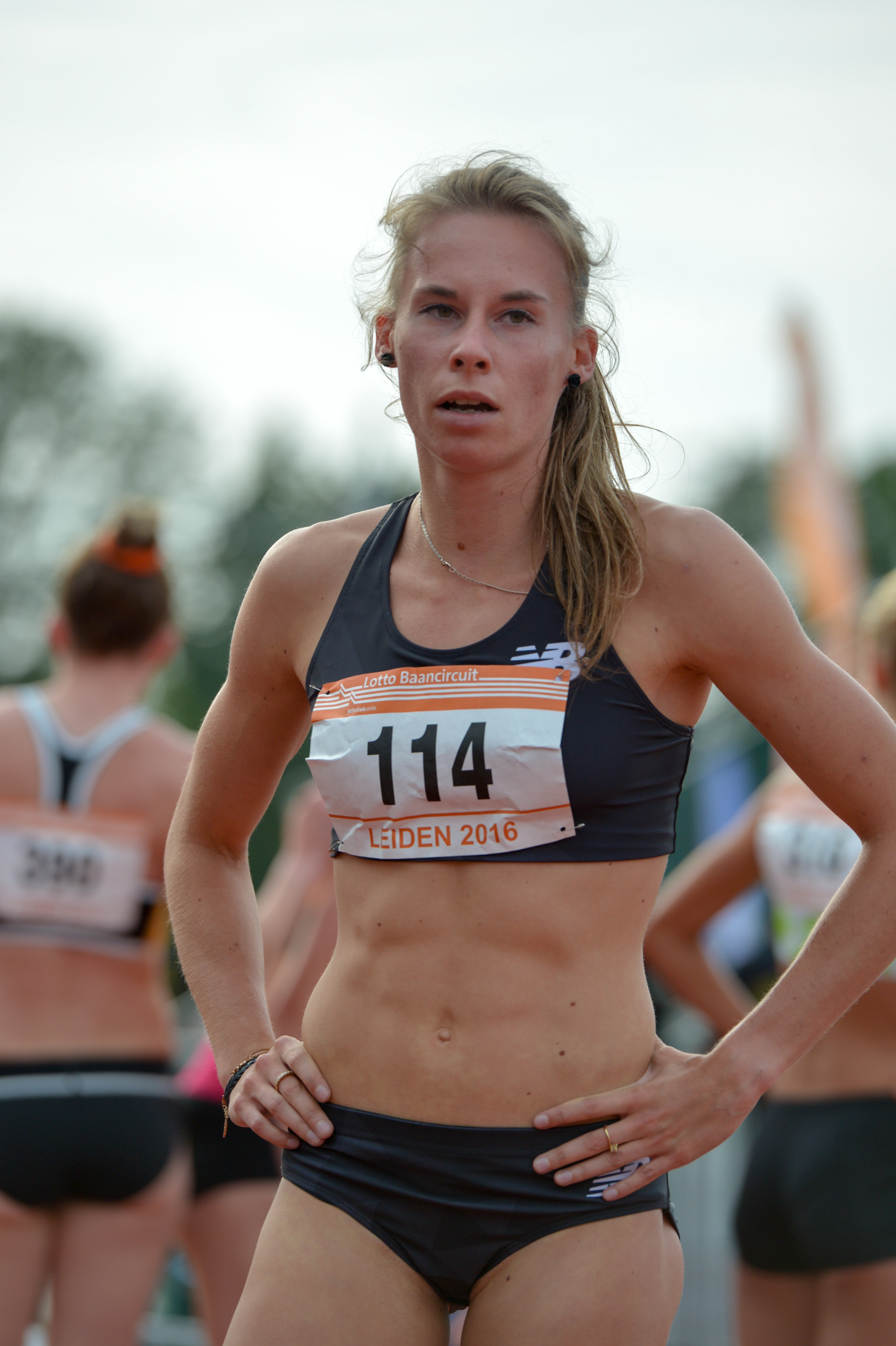
Renée Eykens – Rang vier in 2:02,38 min
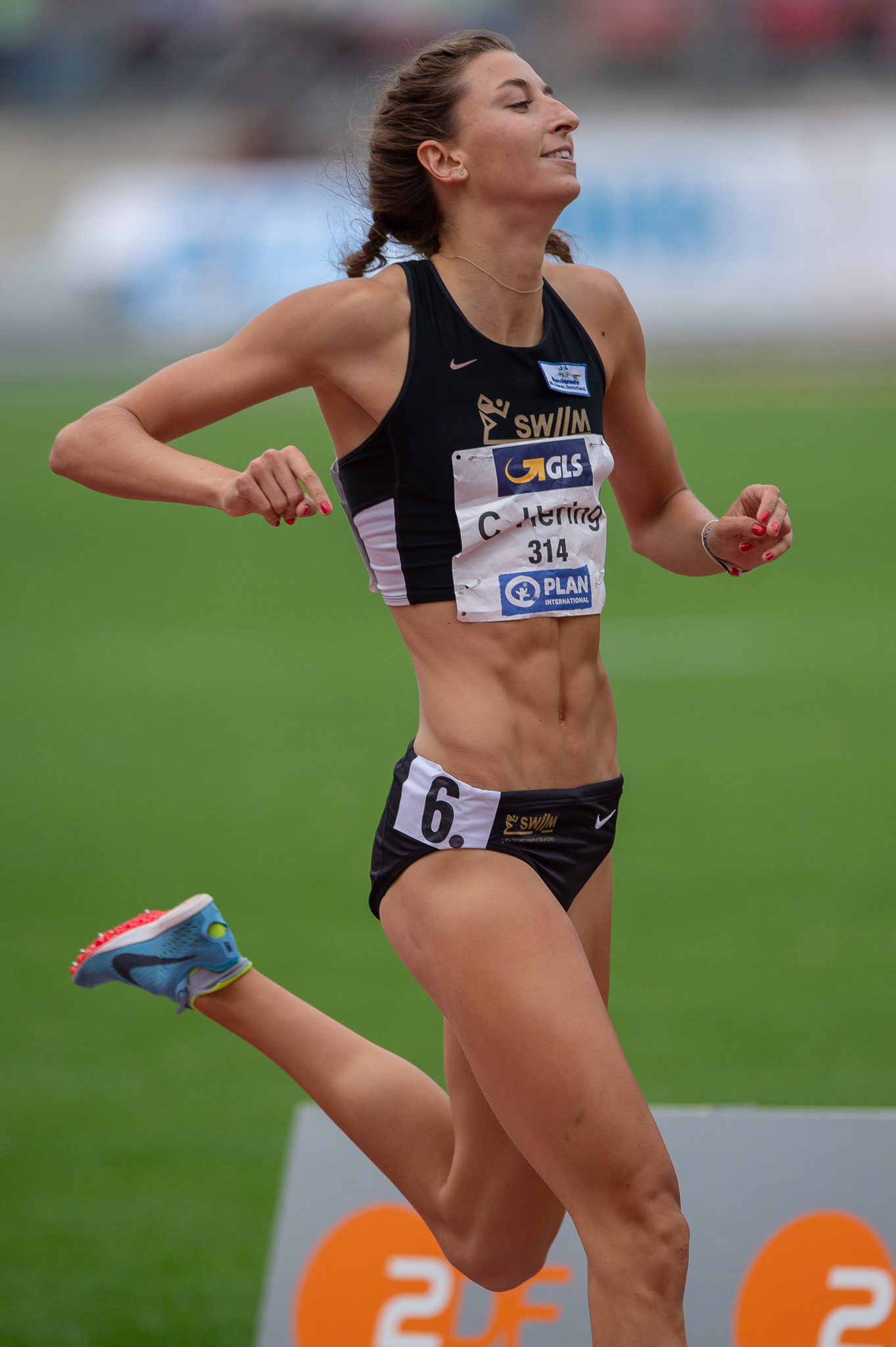
Christina Hering – Rang fünf in 2:02,56 min
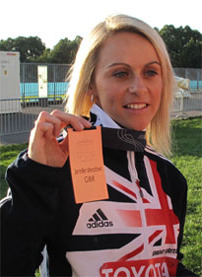
Jenny Meadow – Rang sechs in 2:03,13 min
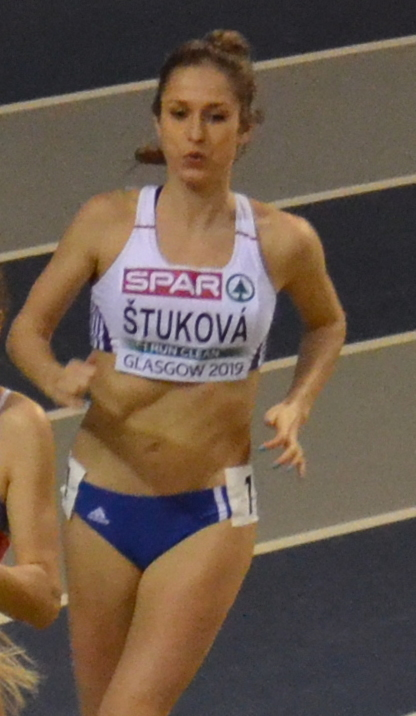
Alexandra Štuková – Rang sieben in 2:03,27 min

### Lauf 2

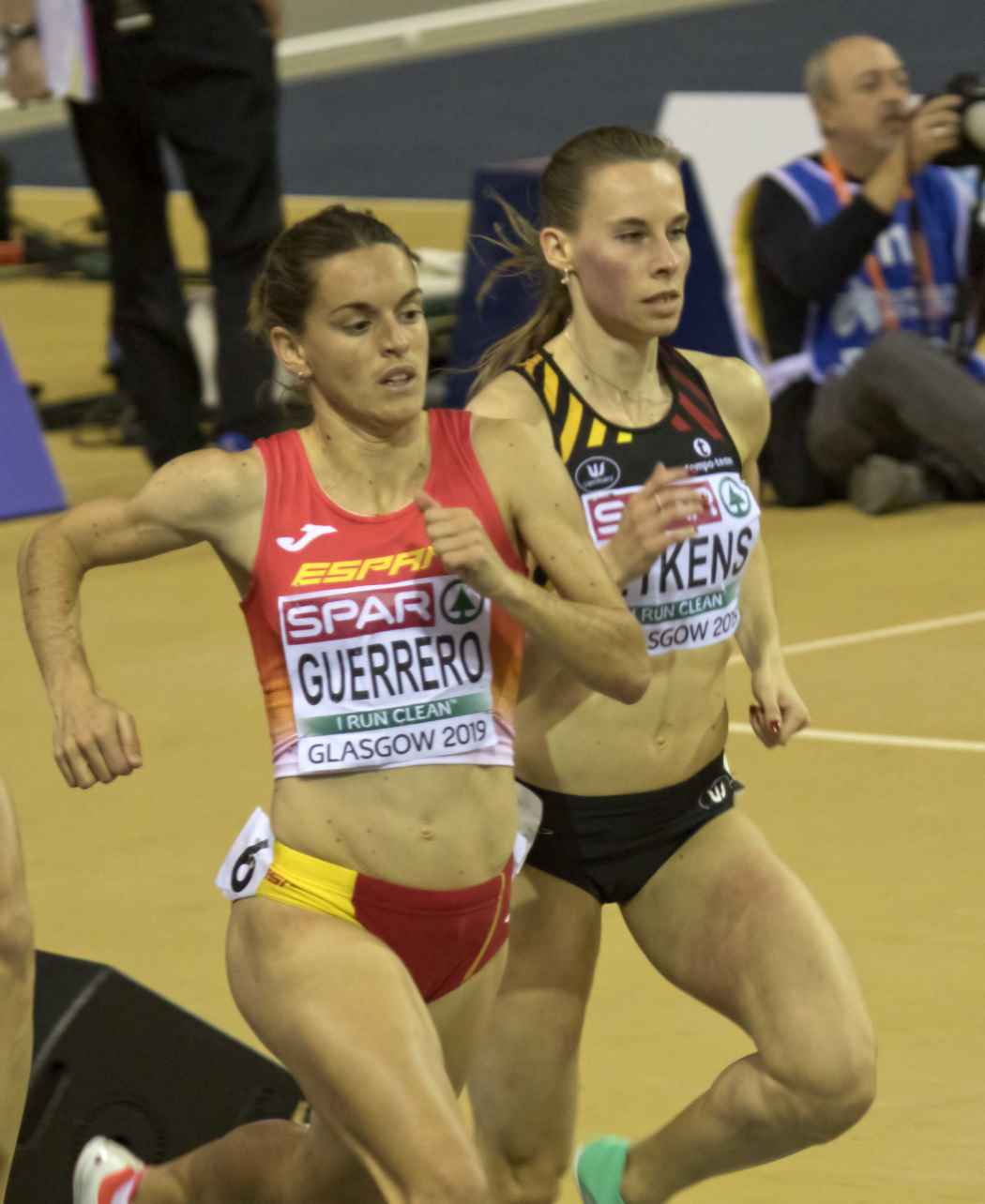
Esther Guerrero (links) erreichte als Fünfte ihres Halbfinallauf in 2:01,62 min nicht das Finale
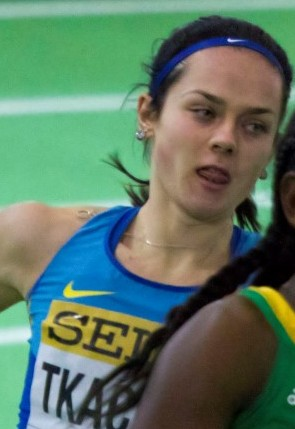
Anastassija Tkatschuk wurde in ihrem Semifinalrennen Siebte in 2:01,93 min und schied damit aus

7. Juli 2016, 18:52 Uhr
| Platz | Name                  | Nation        | Zeit (min) |
| ----- | --------------------- | ------------- | ---------- |
| 1     | Rénelle Lamote        | Frankreich    | 1:59,87    |
| 2     | Selina Büchel         | Schweiz       | 2:00,30    |
| 3     | Lovisa Lindh          | Schweden      | 2:00,66    |
| 4     | Aníta Hinriksdóttir   | Island        | 2:01,41    |
| 5     | Esther Guerrero       | Spanien       | 2:01,62    |
| 6     | Trine Mjåland         | Norwegen      | 2:01,71    |
| 7     | Anastassija Tkatschuk | Ukraine       | 2:01,93    |
| 8     | Anastasiya Komarova   | Aserbaidschan | 2:03,32    |

### Lauf 3

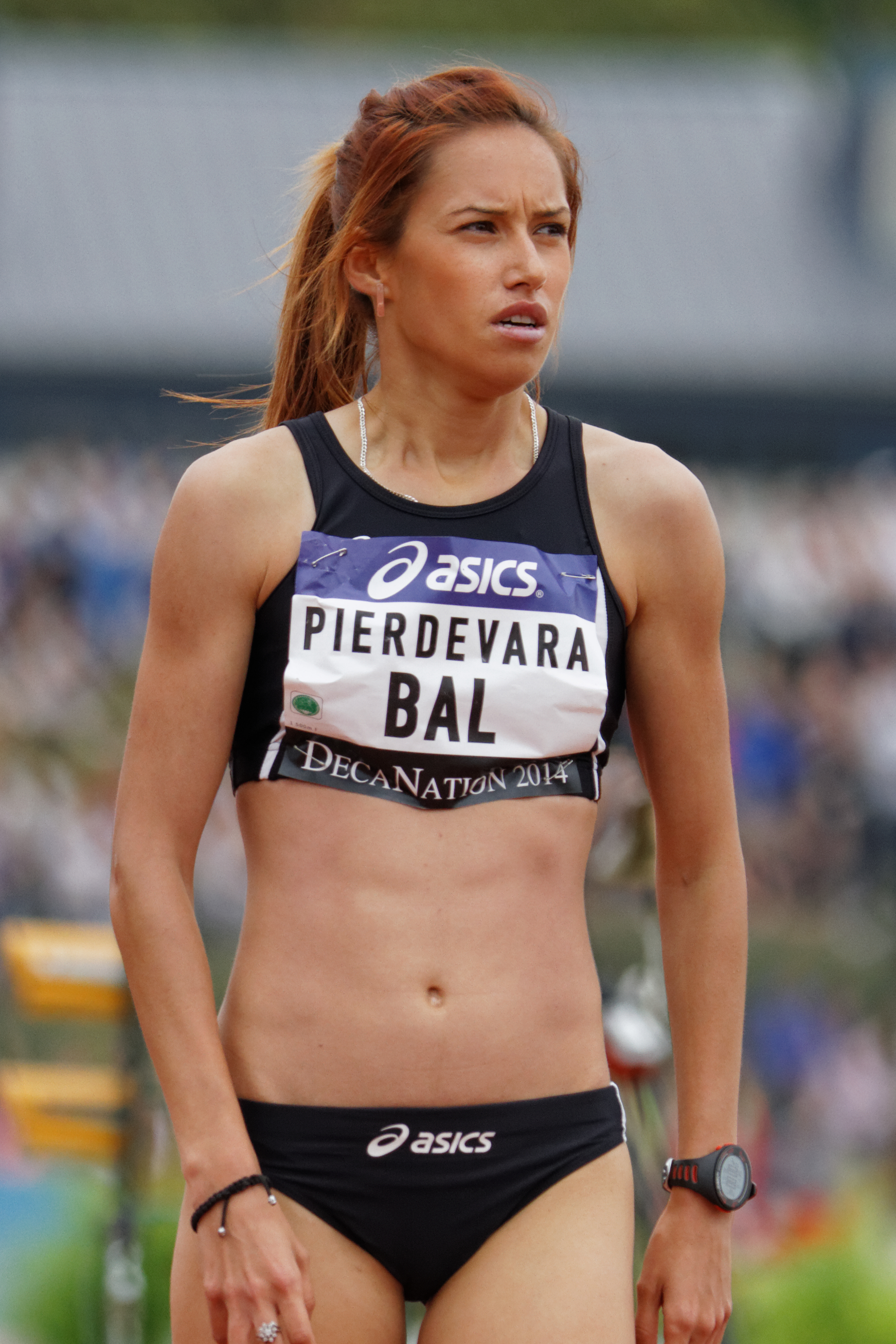
Florina Pierdevară erreichte mit Platz vier in ihrem Halbfinalrennen in 2:02,75 min nicht den Endlauf
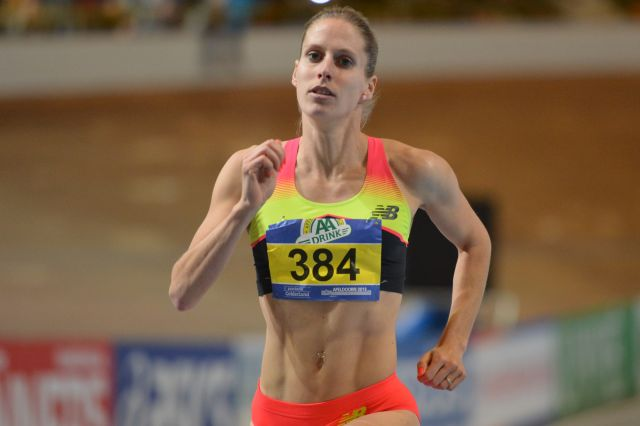
Für Sanne Verstegen war nach ihrem sechsten Rang im dritten Halbfinale in 2:03,33 min der Wettkampf beendet
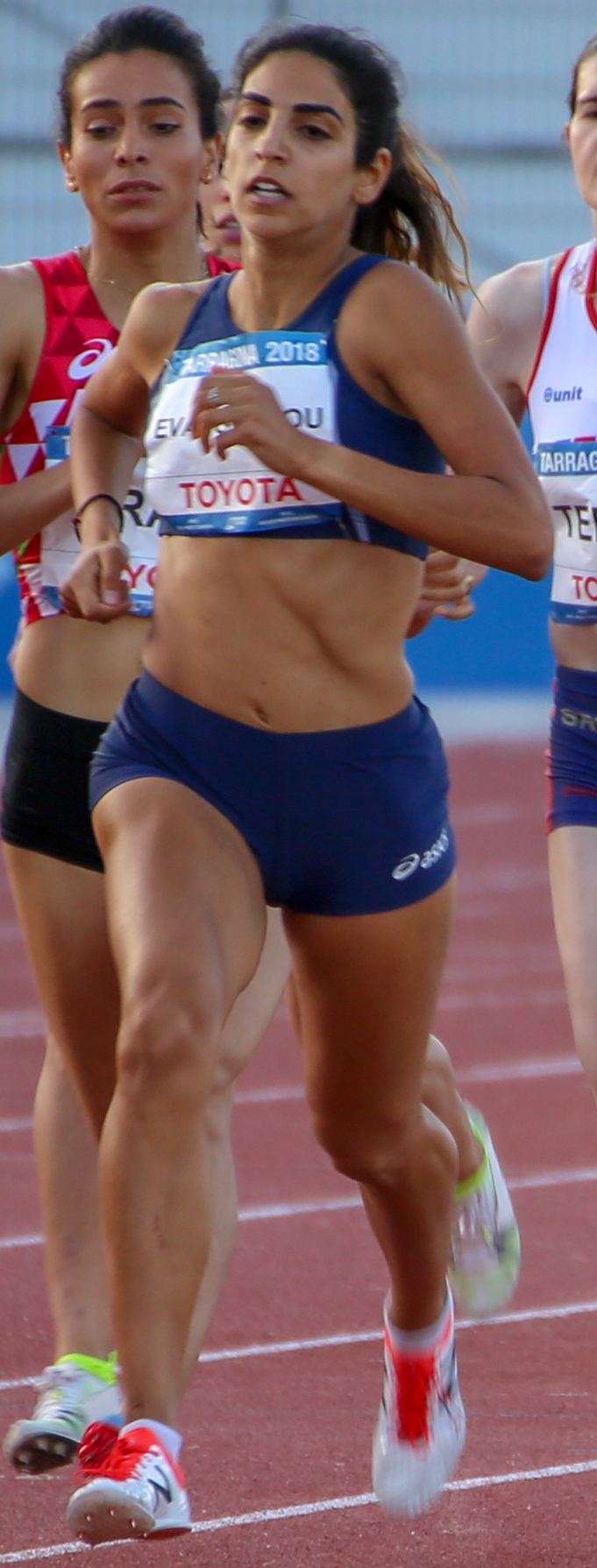
Natalia Evangelidou – in ihrem Halbfinale als Achte in 2:03,99 min ausgeschieden

7. Juli 2016, 18:59 Uhr
| Platz | Name                   | Nation         | Zeit (min) |
| ----- | ---------------------- | -------------- | ---------- |
| 1     | Natalija Pryschtschepa | Ukraine        | 2:01,75    |
| 2     | Yusneysi Santiusti     | Italien        | 2:02,21    |
| 3     | Alison Leonard         | Großbritannien | 2:02,31    |
| 4     | Florina Pierdevară     | Rumänien       | 2:02,75    |
| 5     | Julija Karol           | Belarus        | 2:03,17    |
| 6     | Sanne Verstegen        | Niederlande    | 2:03,33    |
| 7     | Bianka Kéri            | Ungarn         | 2:03,47    |
| 8     | Natalia Evangelidou    | Zypern         | 2:03,99    |

## Finale

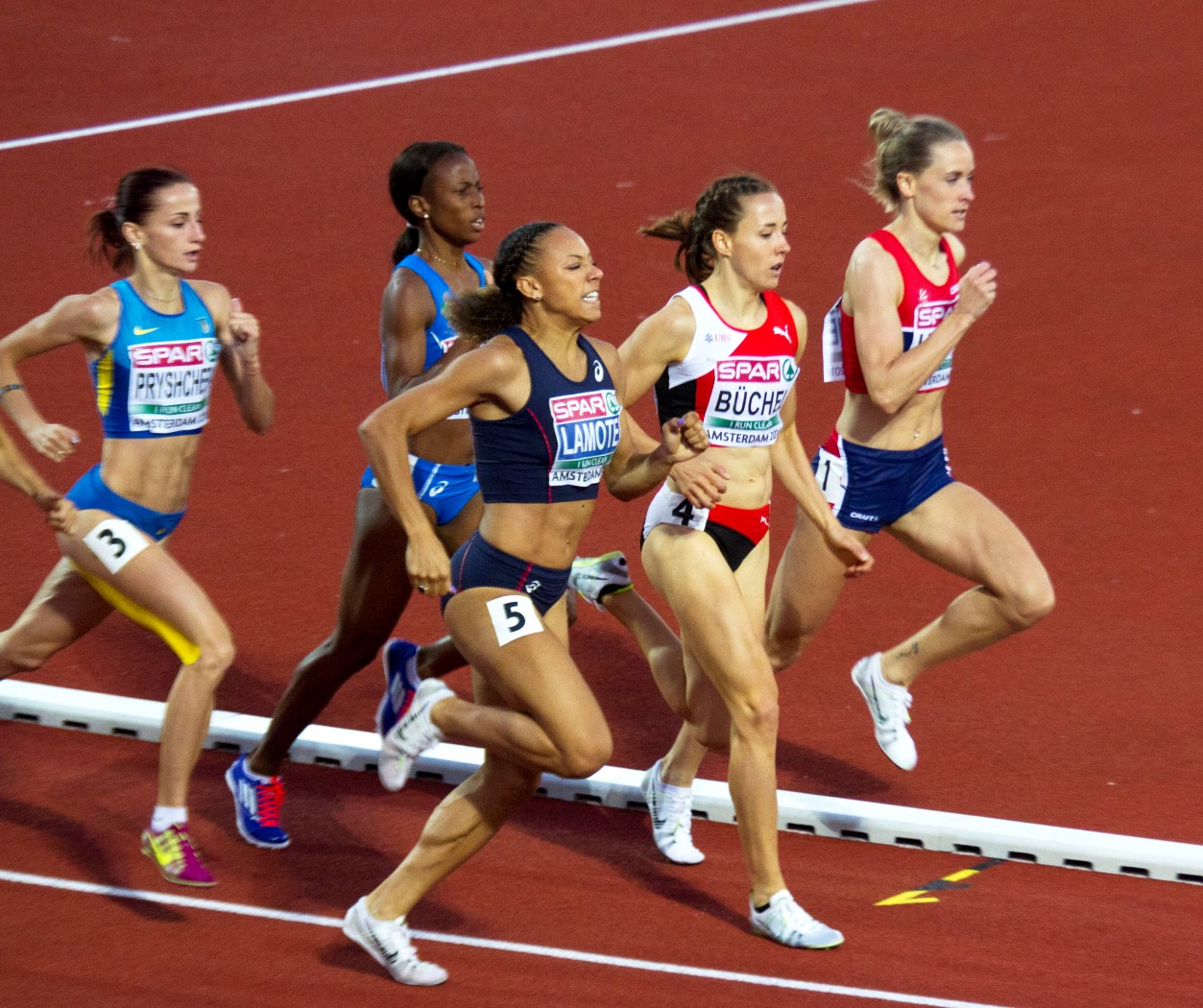
Das Feld auf der Gegengeraden der letzten Runde

9. Juli 2016, 21:40 Uhr
| Platz | Name                   | Nation     | Zeit (min) |
| ----- | ---------------------- | ---------- | ---------- |
| 1     | Natalija Pryschtschepa | Ukraine    | 1:59,70    |
| 2     | Rénelle Lamote         | Frankreich | 2:00,19    |
| 3     | Lovisa Lindh           | Schweden   | 2:00,37    |
| 4     | Selina Büchel          | Schweiz    | 2:00,47    |
| 5     | Yusneysi Santiusti     | Italien    | 2:00,53    |
| 6     | Joanna Jóźwik          | Polen      | 2:00,57    |
| 7     | Hedda Hynne            | Norwegen   | 2:00,94    |
| 8     | Aníta Hinriksdóttir    | Island     | 2:02,55    |

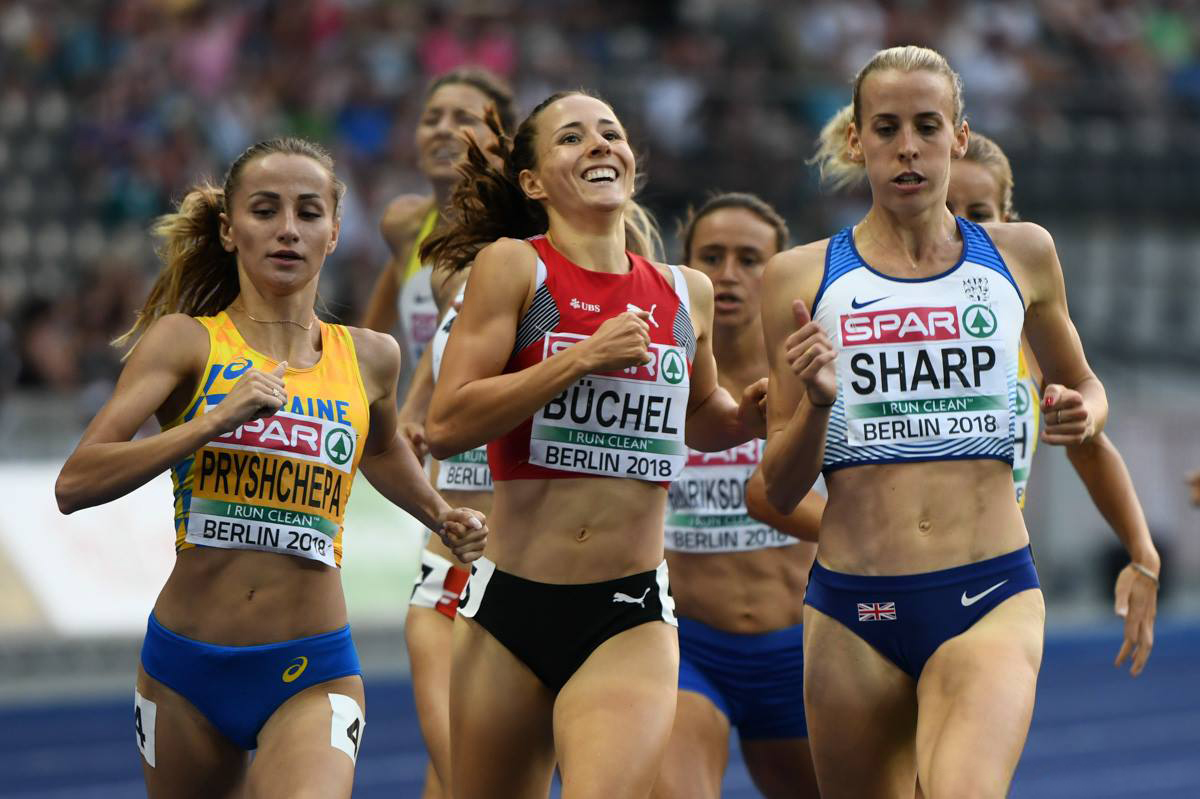
Natalija Pryschtschepa (hier bei den Europameisterschaften 2018 ganz links) wurde Europameisterin
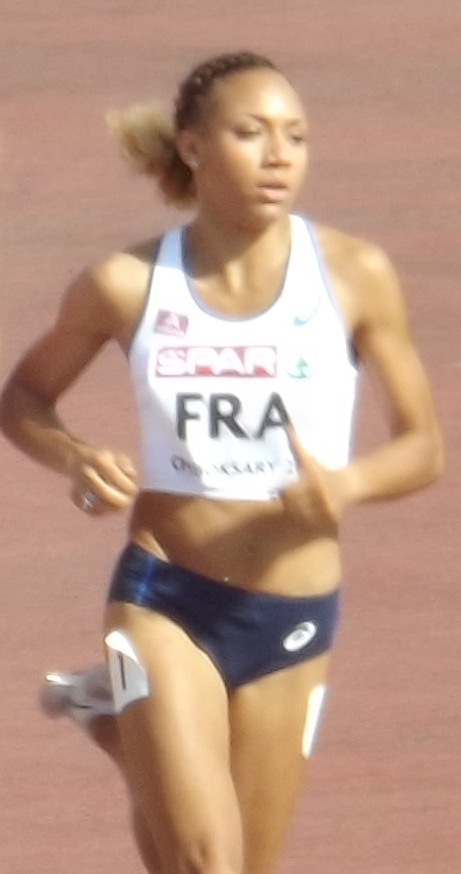
Vizeeuropameisterin Rénelle Lamote
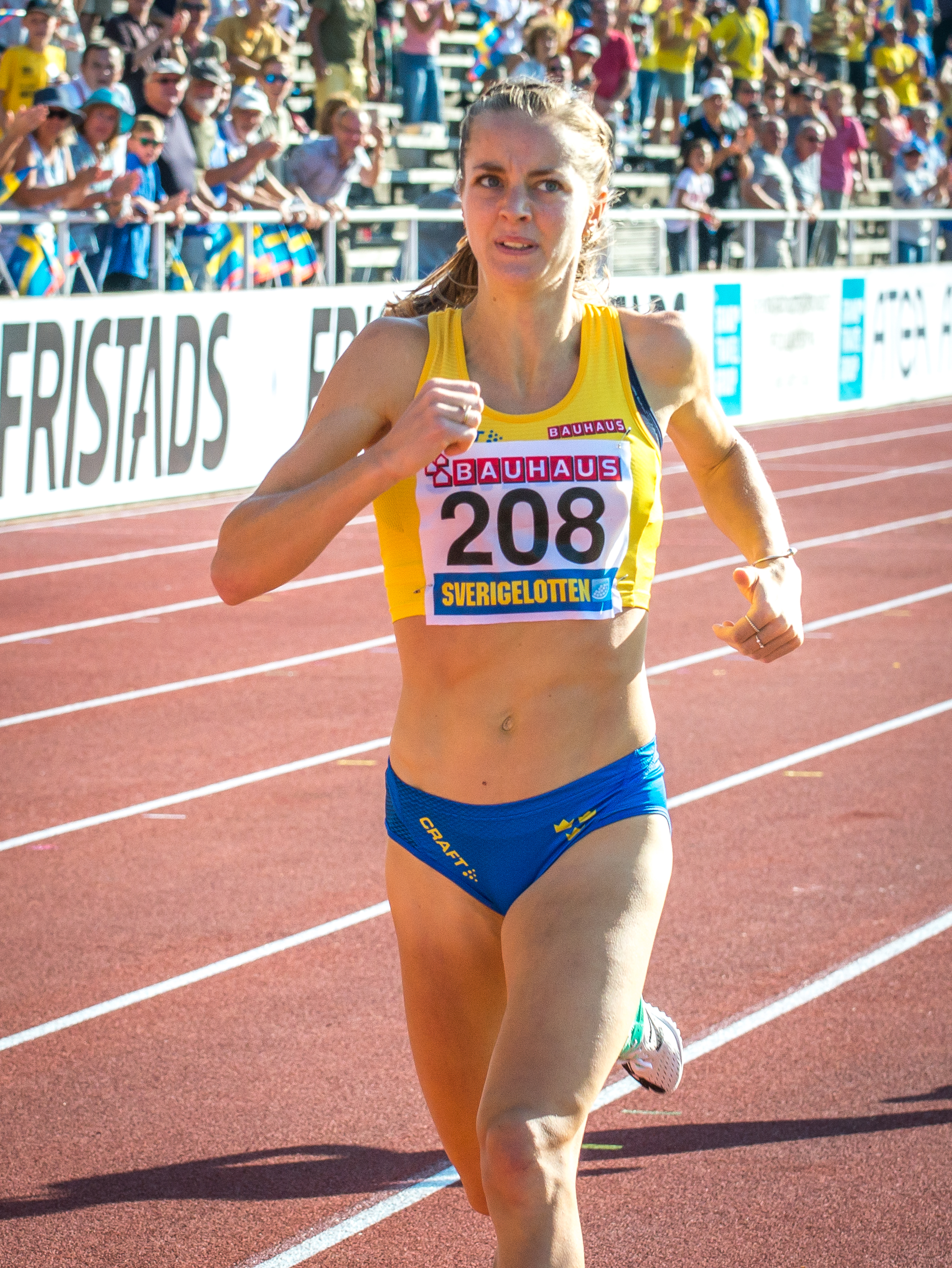
Bronzemedaillengewinnerin Lovisa Lindh
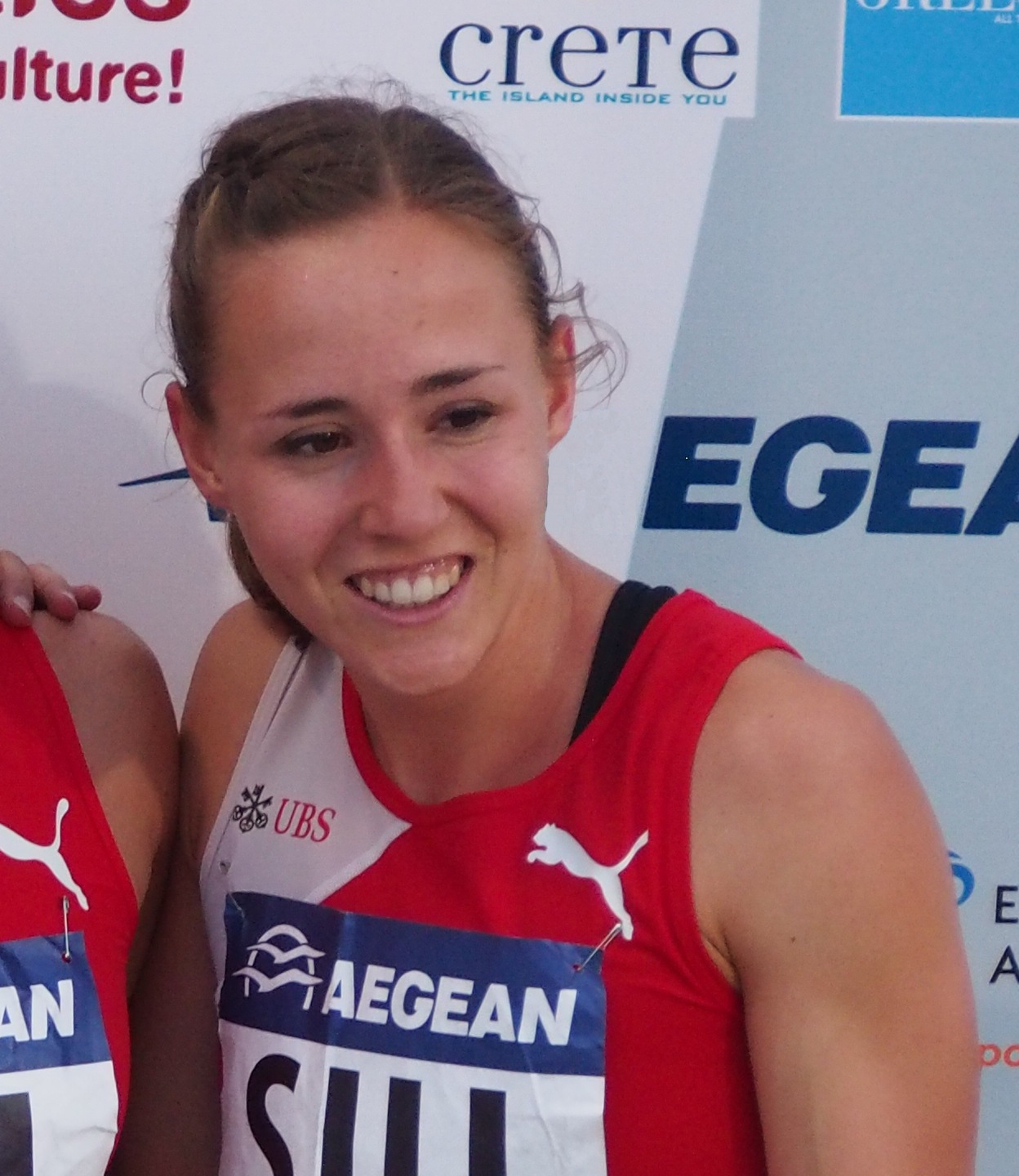
Selina Büchel belegte Rang vier

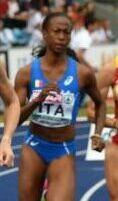
Die fünftplatzierte Yusneysi Santiusti
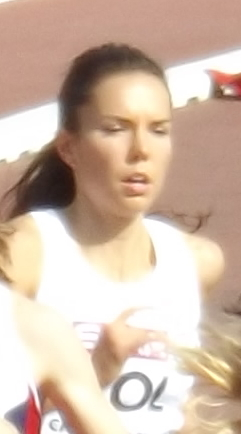
Joanna Jóźwik erreichte Platz sechs
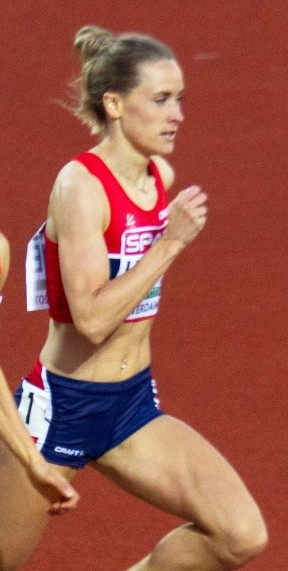
Hedda Hynne kam auf den siebten Platz
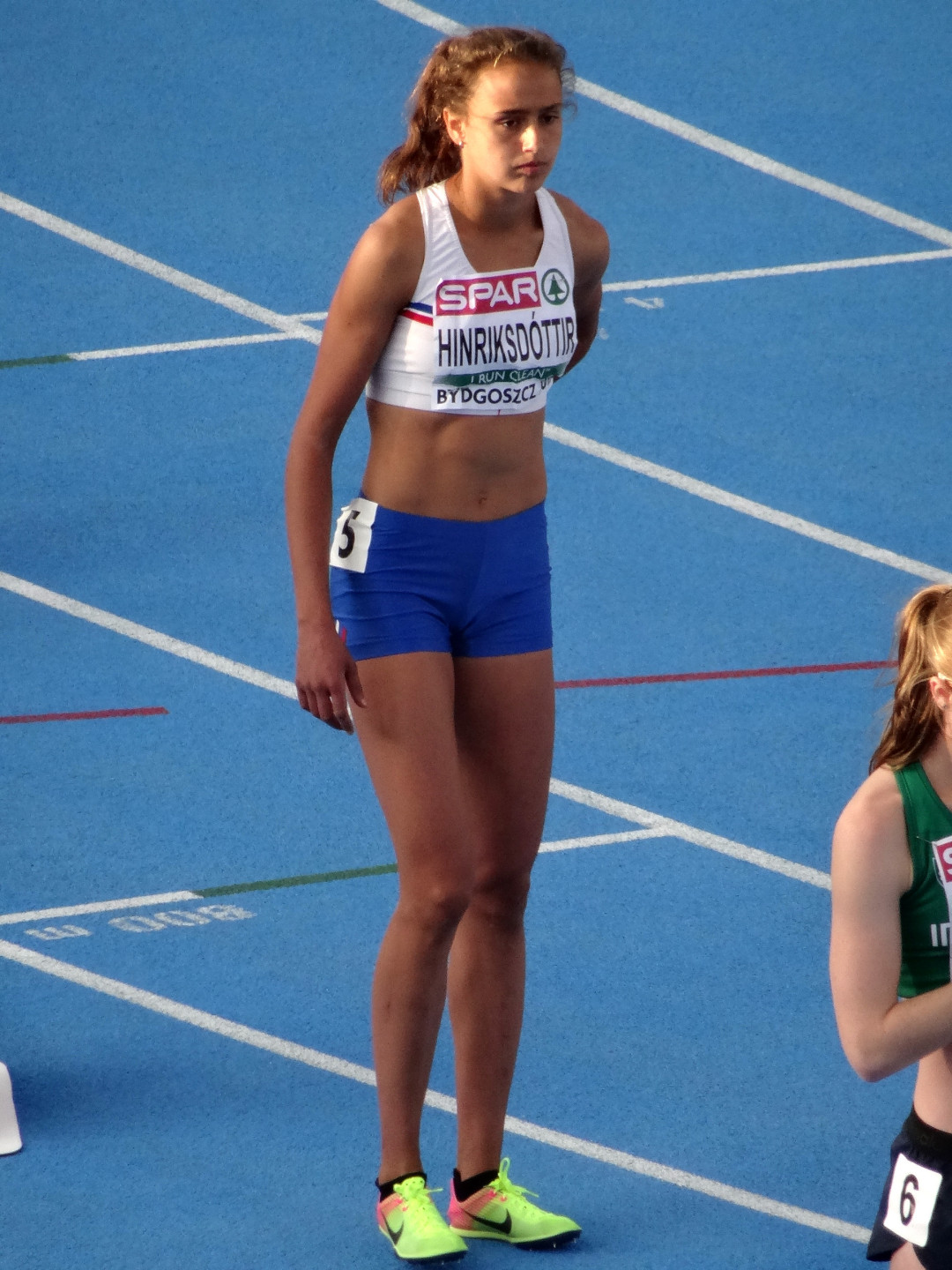
Rang acht für Aníta Hinriksdóttir

## Videolink
- 800m Women's Final - European Athletics Championships 2016, youtube.com, abgerufen am 21. März 2023